# 녹색아놀도마뱀
녹색아놀도마뱀(Green anole)은 뱀목 아놀도마뱀과의 파충류이다. 캐롤라이나아놀도마뱀(Carolina anole), 미국아놀도마뱀(American anole), '미국카멜레온'(American chameleon)으로도 부른다.(물론, 녹색아놀도마뱀은 카멜레온종류가 아니다.)

## 특징
녹색아놀도마뱀은 중간 크기로 작은 도마뱀이다. 수컷 성체의 몸 길이는 보통 12.5-20.3cm이고, 그 중 60-70%는 꼬리로 구성되어 있다. 몸의 길이는 7.5cm까지 자라고 몸무게는 3-7g이 나간다. 머리는 길고 눈과 콧구멍 사이의 돌출부에 점이 있다. 발가락은 기어다니는 것을 쉽게하기 위한 접착 패드가 있다. 암컷의 몸 색깔이 흰색인 반면, 수컷의 목 밑에 처진 살은 암컷 및 빨간색의 3배 크기이다. 수컷은 이 목을 이용해 의사소통을 한다. 아놀도마뱀은 색을 녹색, 갈색 등으로 바꿀 수 있고, 번식기의 수컷은 서로 싸우기도 한다.

## 사진

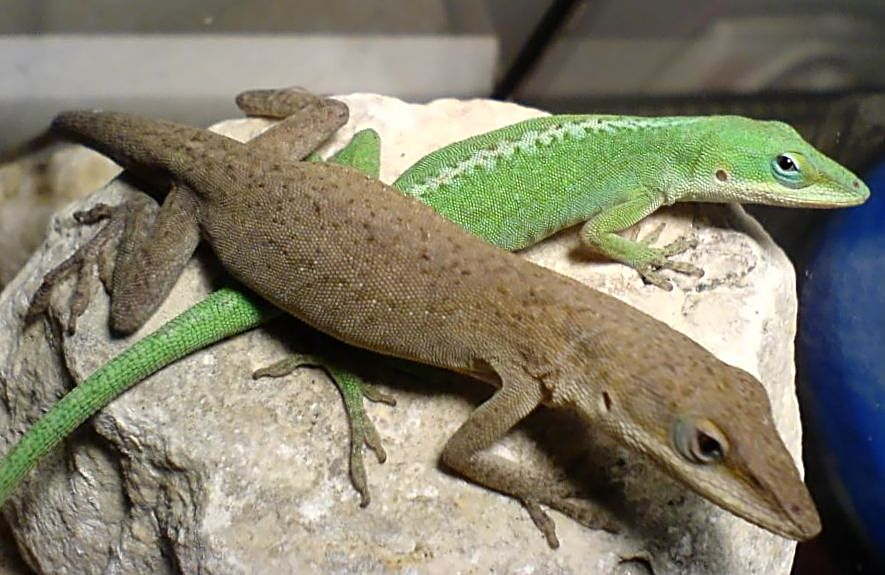
녹색아놀도마뱀의 색 변화
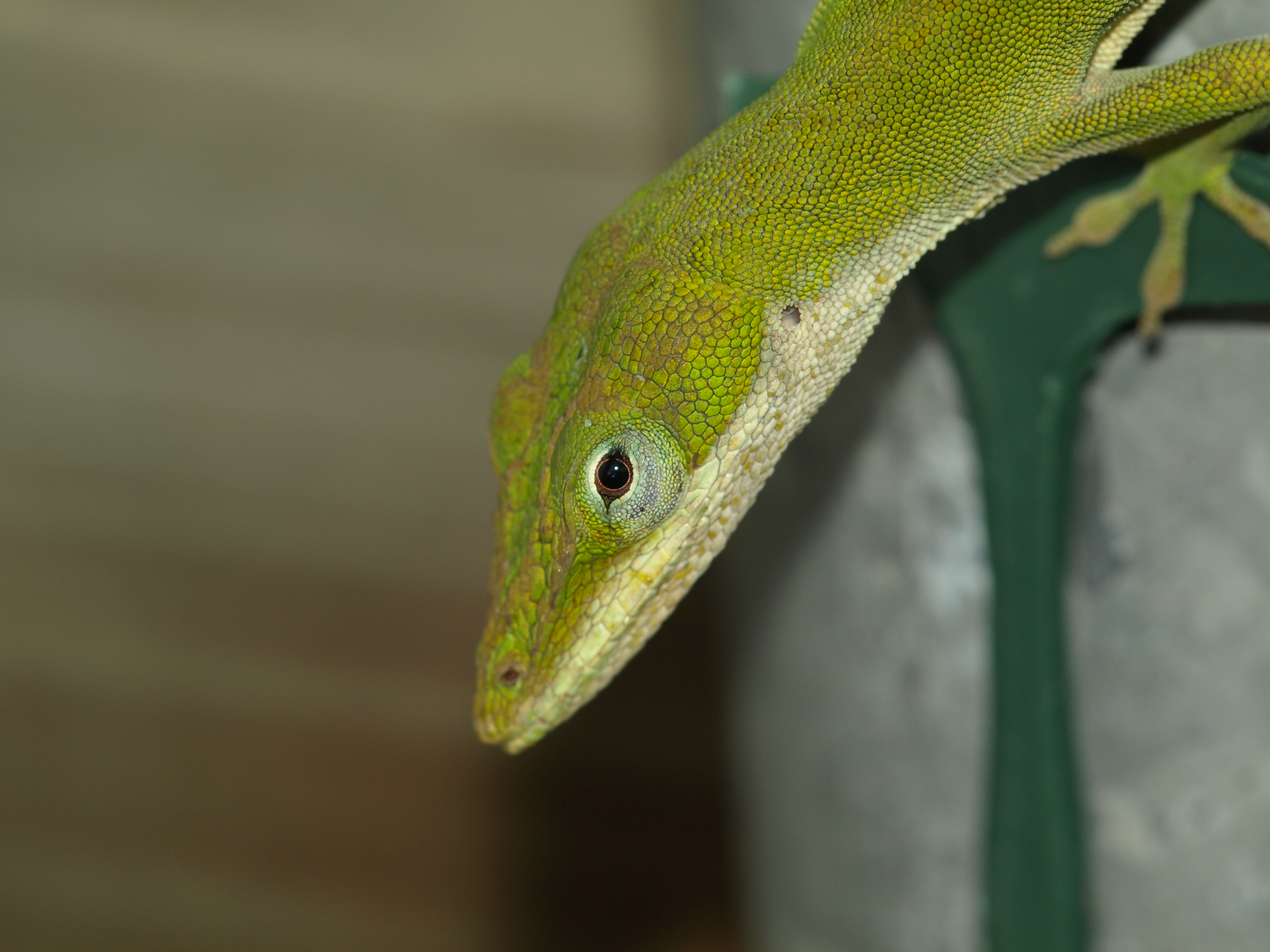
녹색아놀도마뱀의 얼굴
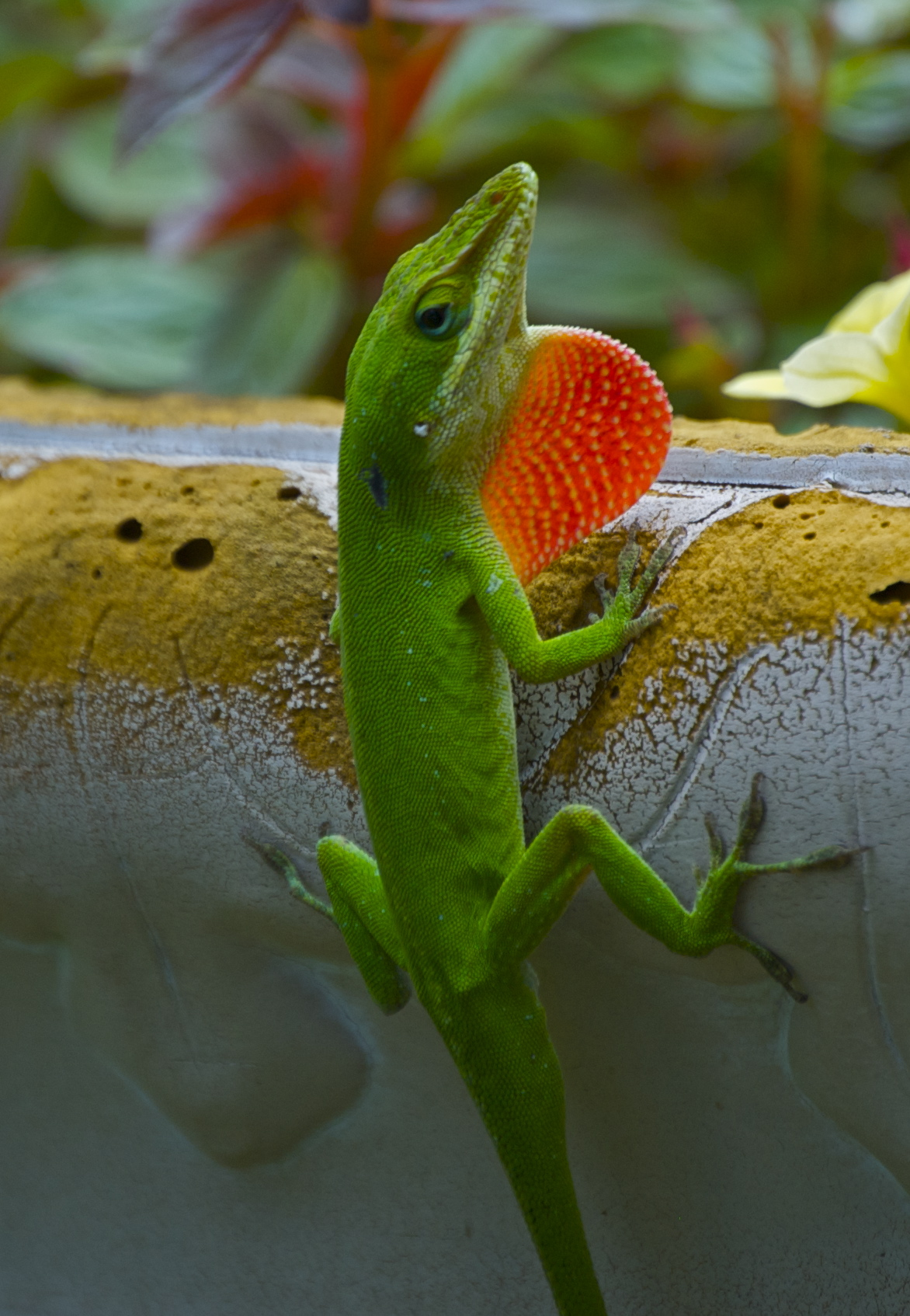
녹색아놀도마뱀이 턱의 살을 펼친 모습
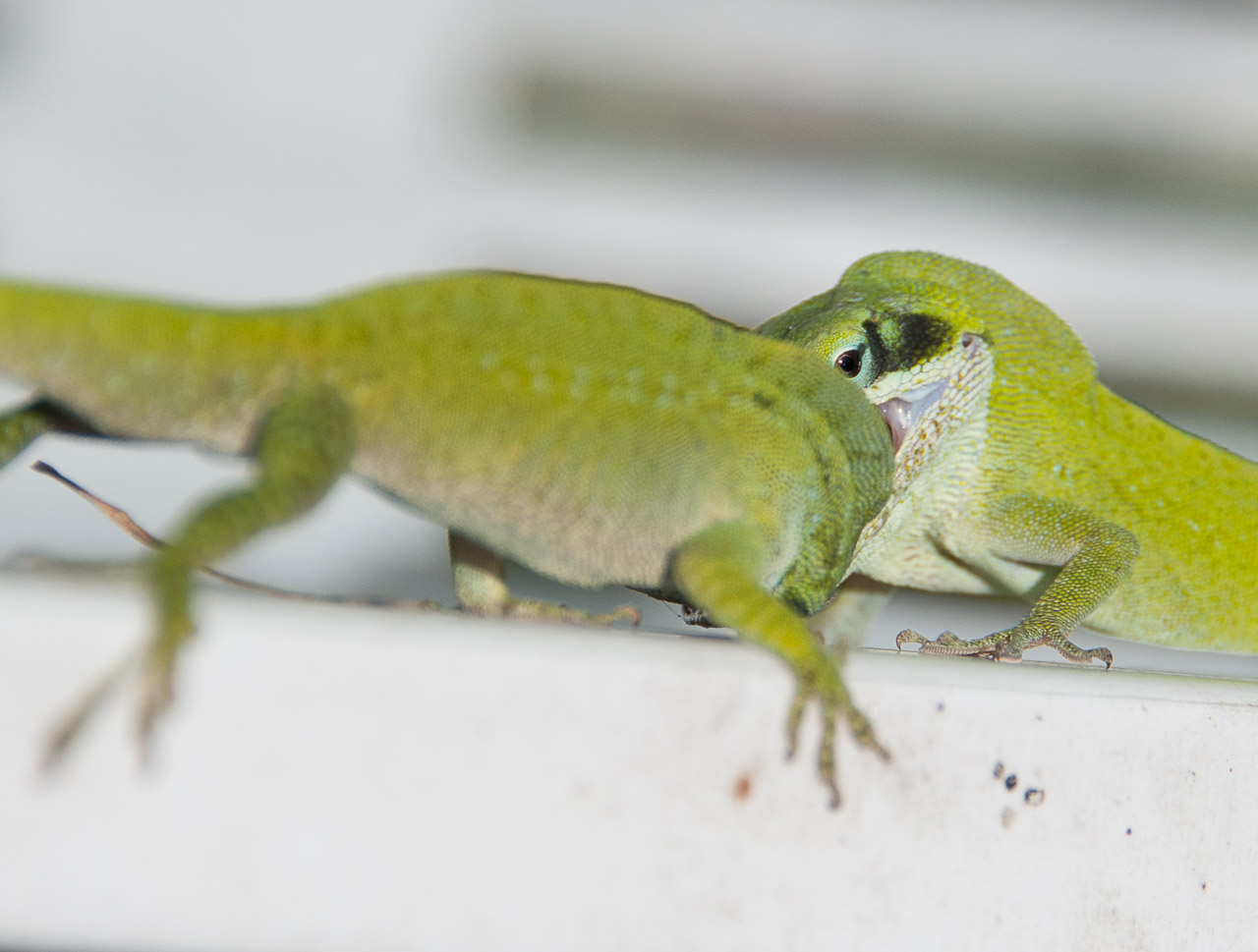
싸우는 녹색아놀도마뱀
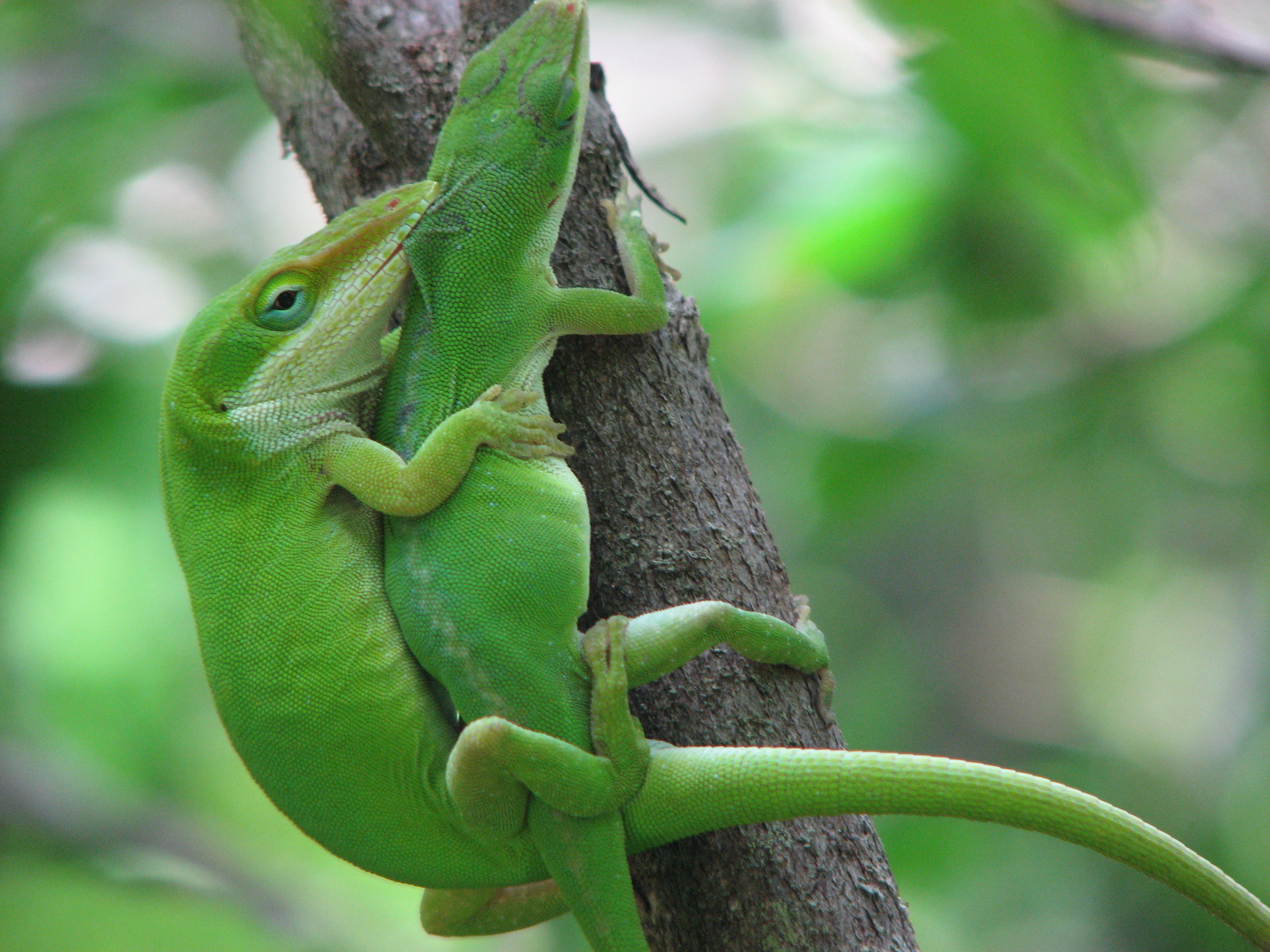
짝짓기